# Kristina Kuusk
Kristina Kuusk (Haapsalu, 16 de noviembre de 1985) es una deportista estonia que compite en esgrima, especialista en la modalidad de espada.
Ganó dos medallas en el Campeonato Mundial de Esgrima, oro en 2017 y plata en 2014, y cinco medallas en el Campeonato Europeo de Esgrima entre los años 2012 y 2018.
Participó en los Juegos Olímpicos de Río de Janeiro 2016, ocupando el cuarto lugar en la prueba por equipos.

## Palmarés internacional
| Campeonato Mundial | Campeonato Mundial | Campeonato Mundial | Campeonato Mundial |
| Año                | Lugar              | Medalla            | Prueba             |
| ------------------ | ------------------ | ------------------ | ------------------ |
| 2014               | Kazán (Rusia)      | Medalla de plata   | Espada por equipos |
| 2017               | Leipzig (Alemania) | Medalla de oro     | Espada por equipos |
| Juegos Europeos    |                    |                    |                    |
| Año                | Lugar              | Medalla            | Prueba             |
| 2015               | Bakú (Azerbaiyán)  | Medalla de plata   | Espada por equipos |
| Campeonato Europeo |                    |                    |                    |
| Año                | Lugar              | Medalla            | Prueba             |
| 2012               | Legnano (Italia)   | Medalla de bronce  | Espada por equipos |
| 2013               | Zagreb (Croacia)   | Medalla de oro     | Espada por equipos |
| 2016               | Toruń (Polonia)    | Medalla de oro     | Espada por equipos |
| 2018               | Novi Sad (Serbia)  | Medalla de plata   | Espada individual  |
| 2018               | Novi Sad (Serbia)  | Medalla de bronce  | Espada por equipos |